# Aseraggodes microlepidotus
Aseraggodes microlepidotus es una especie de pez de la familia Soleidae en el orden de los Pleuronectiformes.

## Distribución geográfica
Se encuentran en las  costas del este del Océano Pacífico central.